# Caloosahatchee

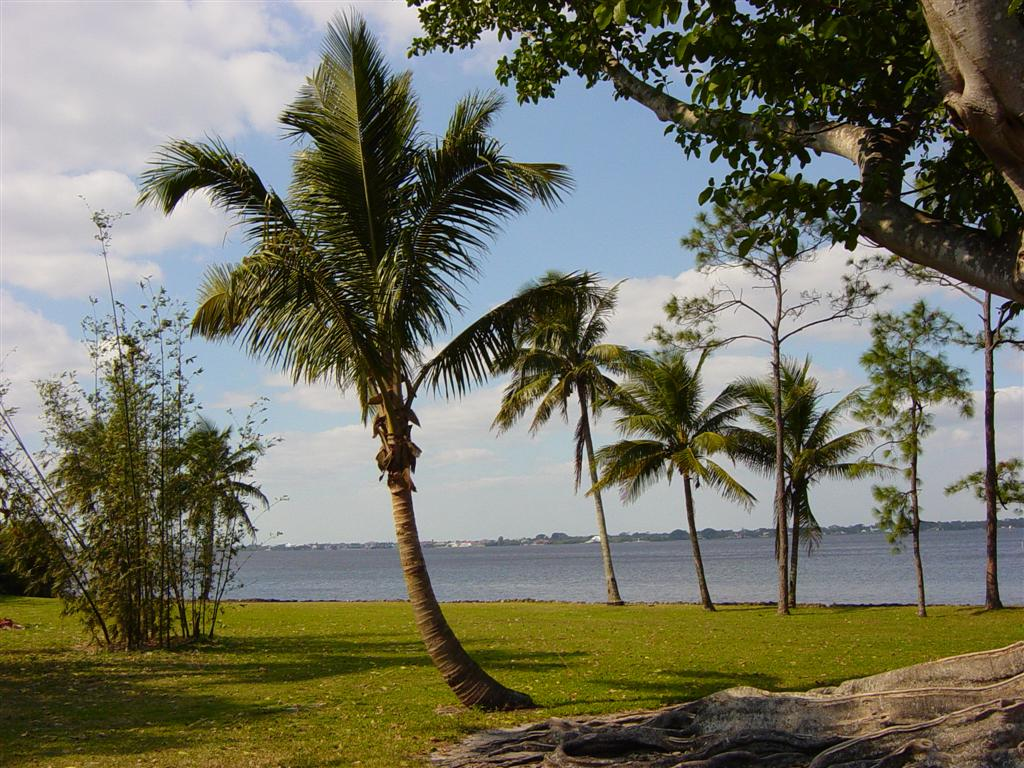
Il fiume Calooshatchee a Fort Myers

Il Caloosahatchee è un fiume di 108 km della Florida sud-occidentale, che nasce dal Lago Hicpochee e sfocia nella baia di San Carlos (Golfo del Messico, Oceano Atlantico), nei pressi di Fort Myers.

## Etimologia
Il nome del fiume ricorda quello del popolo di nativi americani dei Calusa.

## Geografia
Il fiume Calooshatchee defluisce dalla sponda sud-occidentale del Lago Okeechobee tramite un canale artificiale che lo collega al Lago Hicpochee, sua sorgente naturale, e si dirige quindi verso ovest, sfociando nell'Atlantico con un ampio estuario. Il fiume ha una profondità media di 4,3 m.

## Storia
Il fiume veniva sfruttato già dal popolo di nativi americani dei Calusa, che lo collegarono al Lago Okeechobee con stretti canali. Intorno al 1887, fu creato un ampio canale per collegare il fiume al Lago Okeechobee.